# Port d'Urkiola
Le port d'Urkiola (Ukiolako mendatea en basque ou Puerto de Urkiola en espagnol) est un col de montagne situé dans la communauté autonome du Pays basque en Espagne.

## Cyclisme
Ce col était emprunté par la Subida a Urkiola.